# Behnam Moghaddam
Behnam Moghaddam (* 1981 in Teheran), auch bekannt als Banshee LeStrange, ist ein aus dem Iran stammender deutscher Popsänger, der durch die Casting-Show The Voice of Germany bekannt wurde.

## Biografie
Geboren im Iran, kam Moghaddam mit fünf Jahren nach Kiel und später nach Hamburg. Bereits in der Kindheit sang er im Chor und danach in einer Schulband. Er begann ein Maschinenbaustudium, das er aber zugunsten der Musik aufgab. Er ist Bandmusiker und arbeitet unter anderem auch an einem Studio-Hip-Hop-Projekt. 2003 nahm er erstmals an einer Casting-Show teil und kam bei Star Search unter die letzten 16. Drei Jahre später bekam er ein Stipendium für ein Musikstudium. Trotzdem konnte er von der Musik nicht leben und musste zahlreiche Gelegenheitsjobs annehmen, unter anderem beim Theater, als Marktverkäufer und als Tabak-Tester.
2011 bewarb er sich beim neuen Casting-Show-Format The Voice of Germany, wo er Anfang 2012 in den Liveshows antrat. Sein erster Beitrag dort war The Sound of Silence von Simon & Garfunkel. Das Lied brachte ihn per Zuschauerabstimmung in die nächste Runde und kam anschließend auf Platz 41 der deutschen Charts. Sein zweiter Beitrag Hurt, bekannt geworden in der Version von Johnny Cash, brachte es auf Platz 31. Moghaddam war der einzige Teilnehmer, der sich mit allen Coverversionen aus den ersten drei Liverunden der Show in den Charts platzieren konnte. Zweimal wählten ihn die Zuschauer direkt weiter, dann schied er in der Runde der letzten 12 aus. Bei anderen Auftritten begleitet ihn seine Band Mokka Express.
2015 spielte er in dem Film Der Liebling des Himmels eine Nebenrolle.